# César Espinoza
Pour les articles homonymes, voir Espinoza.
César Espinoza (né le 28 septembre 1900 à Viña del Mar - mort le 31 octobre 1956) est un footballeur chilien.

## Biographie
Durant sa carrière, il a joué en tant que gardien de but pour le club des Santiago Wanderers, ainsi que pour l'équipe du Chili de football avec laquelle il participe à la Coupe du monde de football 1930 en Uruguay.